# Ceuthophilus genicularis
Ceuthophilus genicularis is een rechtvleugelig insect uit de familie grottensprinkhanen (Rhaphidophoridae). De wetenschappelijke naam van deze soort is voor het eerst geldig gepubliceerd in 1897 door Saussure & Pictet.